# 王子軽便鉄道
王子軽便鉄道（おうじけいべんてつどう）は、北海道苫小牧市の王子製紙苫小牧工場から千歳市烏柵舞（うさくまい）の千歳川上流に設けられた自社工場向け水力発電所や支笏湖畔とを結び、発電所の建設資材や支笏湖周辺の森林資源を運搬する目的で敷設された軽便規格の専用鉄道である。貨物輸送のための鉄道であったが、後に一般客扱いも行った。

## 概要
1904年（明治37年）9月、経営不振に陥っていた王子製紙は業績浮上を新工場に求め、これを設立する最適地を苫小牧村に定めた。工場のための発電所の建設地へ建設資材を運搬するにあたり、当初は馬車軌道を敷設したが、発電機などの大型機械類運搬に対応できないため、直後に蒸気機関車運転に変更した。その後、支笏湖周辺や樽前山麓の御料林からの木材運搬にも使用されて、1935年（昭和10年）には年間20万石以上の輸送量を記録している。また発電所の建設にあわせ、千歳川下流へと終点駅は移動した。旅客扱いは関係者やその家族等に限り当初より行われていたが、1922年（大正11年）からは支笏湖観光の気運を受けて一般乗客を受け入れ、修学旅行などにも使用された。また、1936年（昭和11年）頃からは支笏湖対岸の美笛（びふえ）から、湖上運搬船を経由した千歳鉱山（美笛鉱山・千徳鉱山）の金鉱石運搬も行っていたが、第二次世界大戦後、市内から支笏湖湖畔に向け道路が整備されるにつれ、トラックや苫小牧市営バスなどの自動車の通行が始まると、苫小牧から支笏湖までの所要時間が軽便鉄道で1時間45分に対し、バスやトラックは約45分と1時間もの時間短縮が見られたため、旅客も貨物輸送も急速に自動車に移行し、道路の整備からさほど間を開けずに廃止に至った。なお廃止に当たっては当鉄道に従事していた人員を自社バスの運行要員に転換している。苫小牧市民は海側に敷設された苫小牧軽便鉄道（後の日高線、現在の日高本線）を通称「浜線」、山側に敷設されたこの専用線を通称「山線」と呼んで親しんでいた。
2020年1月、支笏湖畔に王子軽便鉄道「山線湖畔驛」が開館した。    

## 歴史
- 1908年（明治41年）

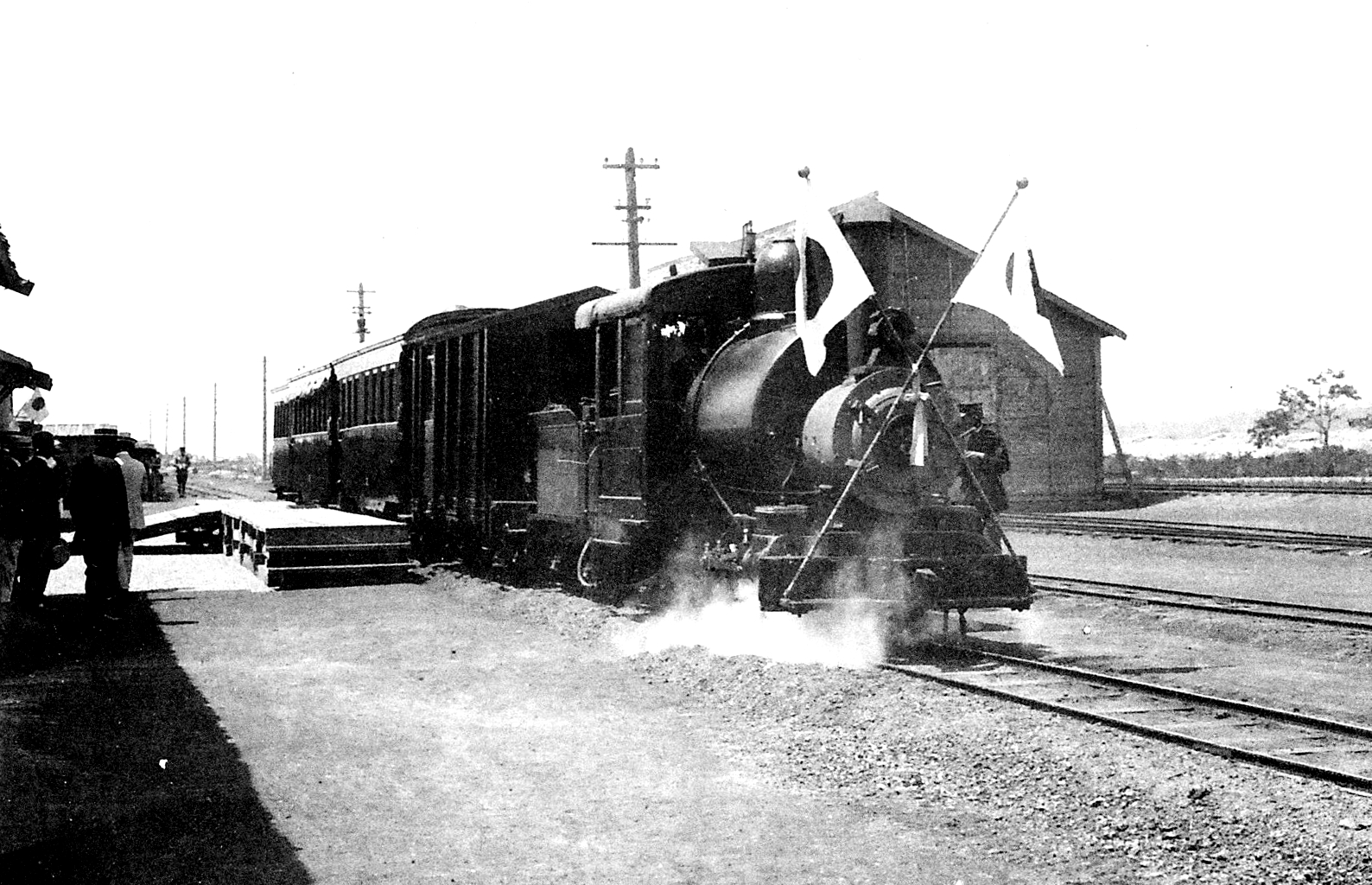
1922年（大正11年）7月22日、摂政宮皇太子（後の昭和天皇）が支笏湖へ向けて山線の苫小牧駅を出発したときの様子。この時の機関車（3号機）の同型の4号機が貴賓車と共に現在も保存されている。

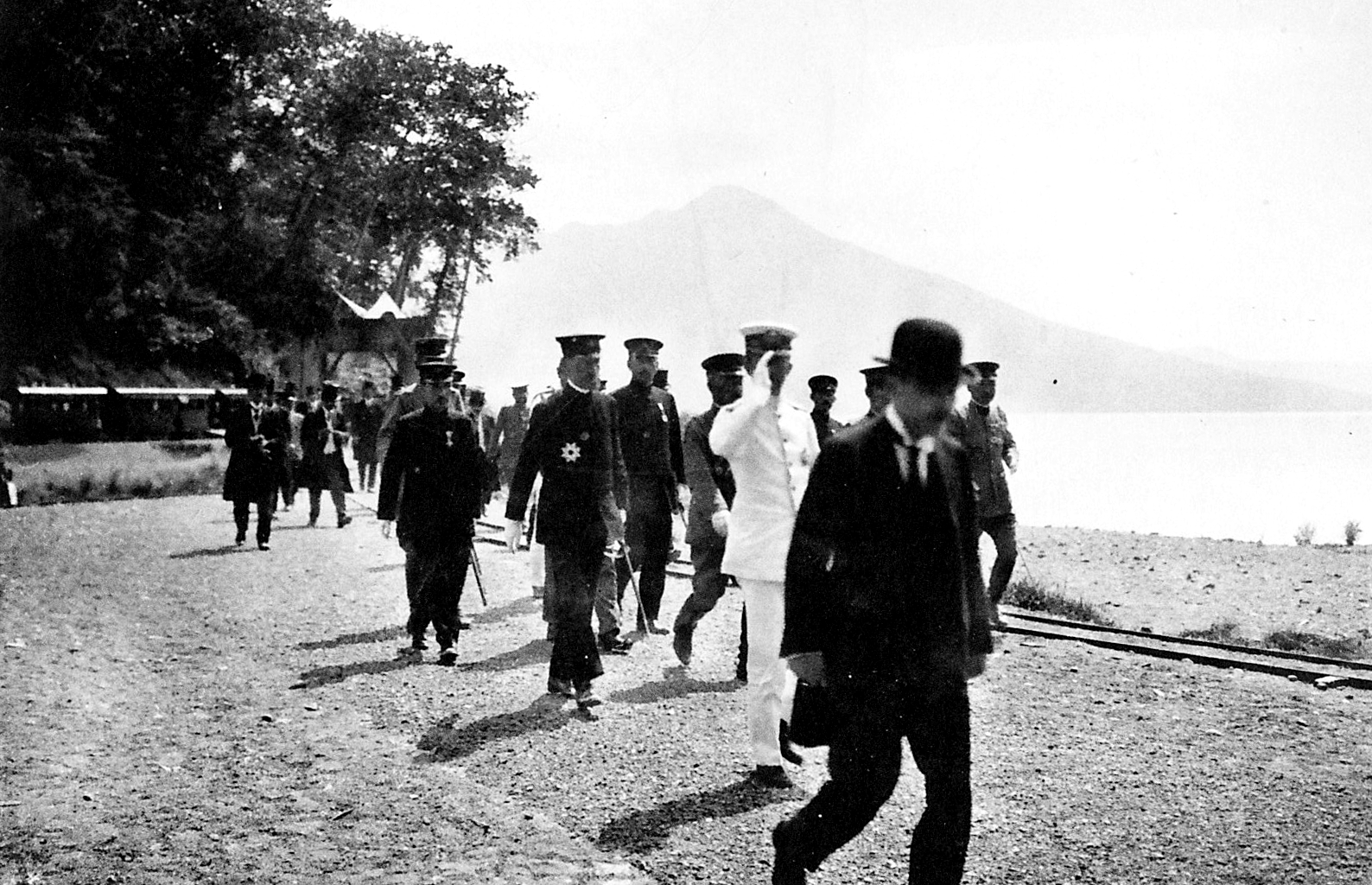
1922年（大正11年）7月22日、摂政宮皇太子（後の昭和天皇）が支笏湖畔駅（正しくはその手前）から千歳川の木橋を渡り王子製紙別邸へ向かう様子。木橋を渡って敷かれている軌道が確認できる。

  - 4月 - 馬車軌道敷設工事竣工[3]。苫小牧-烏柵舞 本線 17M（マイル）28C（チェーン） / 工場-海岸 採砂線 3M2C / 本線-採砂線の連絡線 30C / 坊主山延長線[注 2] 1M13C[3]。
  - 5月13日 - 試運転[3]。
  - 6月16日 - 政府より苫小牧-第一発電所、支笏湖支線、同連絡線の専用鉄道敷設許可[3]。
  - - 蒸気機関車2両購入[3]（後にさらに3両購入[3]）。
  - 8月12日 - 運転開始許可[3]。
  - 8月14日 - 運転開始[5]。
- 1910年（明治43年）9月 - 烏柵舞発電所（第一発電所）完成[6]。
- 1915年（大正4年）9月21日 - 第一発電所-第二発電所線 2M56C 敷設免許[7][注 3]。
- 1916年（大正5年）3月 - 第二発電所完成[6]。
- 1918年（大正7年）3月 - 第三発電所完成[6]。
- 1919年（大正8年）
  - 4月2日 - 烏柵村-会社材料置場（第二発電所-第四発電所） 5M10C 敷設免許[8]。
  - 11月 - 第四発電所完成[6]。
- 1922年（大正11年）4月1日 - 一般客扱許可[9]。
- 時期不詳（昭和初期?） - 湖畔駅の位置を変更[10]。
- 1934年（昭和9年）4月2日 - 千歳村が当鉄道上千歳駅から市街地までの延長を王子製紙に請願[11][12]。
- 1936年（昭和11年） - 千歳鉱山鉱石運搬受け入れ[3]。通年運転となる（それまでは冬期は運休していた）[3]。
- 1937年（昭和12年）
  - 月日不詳[注 4] - 六哩駅が交換駅となる[12][注 5]。
  - 3月27日 - 国鉄苫小牧駅構内に当鉄道からの積み替え用の千歳鉱山専用線敷設[12]。
- 1941年（昭和16年）2月 - 第五発電所完成[6]。
- 1943年（昭和18年）頃 - 千歳鉱山が戦争のために採鉱中止[13]。
- 1948年（昭和23年） - 千歳鉱山採鉱再開[13]。
- 1950年（昭和25年）4月 - 丸山（十三哩）から湖畔及び第四発電所までバスに転換[12]。
- 1951年（昭和26年）5月10日 - 廃止[12][注 6]。

1970年代に、山線の路盤を自転車道として改造し、現在も供用している。苫小牧支笏湖サイクリングロード（苫小牧緑ヶ丘-丸山間 約19km）および北海道道872号支笏湖公園自転車道線（千歳市街千歳橋-丸山-モラップ・支笏湖畔間 約26km）である。

## 沿線概況
当専用鉄道の苫小牧駅は「山線苫小牧駅」あるいは単に「山線駅」と呼ばれ、国鉄（当時）苫小牧駅の駅裏室蘭寄りにあった。
市街地の北側を斜めに抜けて「オテーネ」と呼ばれた台地へ向けてカーブを切り、北海道大学演習林を右手に見ながら高丘と呼ばれる傾斜地を登り切る辺りが六哩地点で、ここには無人駅があったが、ここまでの勾配が全線で一番急なため、後に輸送量の増加に伴い、機関車への補給のために交換設備が設けられた。ここより十二哩までは、苫小牧川と勇払川支流の勇振川（夕振川）に挟まれた緩やかな上り勾配の台地で、左手に樽前山を望む鬱蒼とした帝室林野局の御料林（戦後は国有林）の中を真っ直ぐに敷かれていた。十三哩地点には御料林管理小屋（帝室林野局廠舎）があり、周囲には何軒かの集落があった。分岐点で発電所へ向かう本線から湖畔へ向かう支線が分かれるが、支線と本線を結ぶ連絡線によってデルタ線を形成していた。
千歳川第一発電所は支笏湖の流出河川である千歳川への流出口近くに堰堤を設け、そこから取水した川水を導管で発電所へ送っていたが、直接送らずに発電所手前に調整池を設けて水量変化に対応していた。この調整池を「水溜」と称し、その東側には発電所関係者の住宅地が作られていた。ここから発電所が建てられている千歳川河床まで100m以上の渓谷になっているが、その川添にも住宅が立ち並んでいた。
分岐点から湖畔へは千歳川沿いに敷かれていて、第一の滝（ネッソウの滝）とその上流の発電所取水用堰堤との間に滝ノ上という無人駅が設けられて、ここには後に翠明橋が架けられている。
湖畔駅は当初千歳川流出口近くに掛けられたトラス橋を渡って現在の支笏湖温泉街側に設けられていたが、昭和時代初期に橋を渡らずそのまま湖岸に沿った位置に変更されている。既に1907年（明治40年）に支笏湖周囲御料林の伐採許可を受けていた王子製紙は、筏による湖面輸送（対岸の美笛からは8時間以上かかった。）で旧駅側に設けた荷揚げ場に集積し、貨車に積み込んだ。また後には新駅側に千歳鉱山の専用埠頭も設けられ、側線が敷かれていた。この沖合に防波堤が設けられていたが、現在では水面下に没している。

## データ

### 路線データ
- 距離：本線（苫小牧-水溜） 24.5km（15M（マイル）17C（チェーン））/水溜-第二発電所 1.87km（1M13C）/第二発電所-第四発電所 8.25km（5M10C）/支笏湖支線（分岐点-湖畔） 3.22km（2M0C）/分岐点における本支連絡線 0.22km（0M11C）[18]
- 軌間：762mm[18]
- 軌条：1934年（昭和9年）まで16ポンド（約8kg） /　1934年（昭和9年）以降20ポンド（約10kg）[19][注 10]
- 全線単線、非電化
- 動力：蒸気機関及び内燃機関（ガソリン、ディーゼル）
- 運行形態：1日上下16本（混合列車）「夏のみで冬は運休」の記述有り[20]

1番列車は苫小牧駅と第四発電所駅の双方から同時に発車。
- 1日乗降人数：不明

### 使用車両
- 蒸気機関車[21]
  - --   ポーター製 C-2　テンダー式 8.9t/炭水車 4.9t　1906年製造3両/1908年製造2両 1911年に三井物産へ移管後、苫小牧軽便鉄道（後の日高線、現在の日高本線）でNos.1-5として運用。なお、1906年製の3両は山線への移管以前に三井物産砂川木工所（「砂川駅」参照）で使用されていたと見られる。後の鉄道省ケ500形。
  - 1-3号  ポーター製 C-2　サドルタンク・テンダー式 8.4t/炭水車 4.1t　1907年製造 1951年廃車
  - 4号　橋本鉄工所製 C-2　サドルタンク・テンダー式 8.4t/炭水車 4.1t　1935年製造 1951年廃車（1997年に東京都北区にある紙の博物館から移設[22]、現在は苫小牧市王子3丁目に保存展示されている）
  - 5-6号　橋本鉄工所製 C-2　テンダー式 10t/炭水車 5t　1942年製造 1951年廃車。日高拓殖鉄道Nos.1-3（後の鉄道省ケ510形）と同形。
  - 7-8号　市川重工業製 C-2　サイドタンク・テンダー式 10t/炭水車は苫小牧工場自家製で重量不明　1948年製造 1950年に春日井工場へ移管
- ガソリン機関車
  - 戦前に導入記事[3]あり 詳細不明
- ディーゼルカー
  - 導入記事[19]あり 詳細不明

## 駅一覧
| 駅名                   | 駅間キロ | 累計キロ | 接続路線               | 所在地         | 地図                                                                              |
| ---------------------- | -------- | -------- | ---------------------- | -------------- | --------------------------------------------------------------------------------- |
| 山線苫小牧駅           | -        | 0.0      | 日本国有鉄道：室蘭本線 | 苫小牧市       | （北緯42度38分21.48秒 東経141度35分31.38秒 / 北緯42.6393000度 東経141.5920500度） |
| 高丘（六哩）駅         | 9.6      | 9.6      |                        | 苫小牧市       | （北緯42度41分40.90秒 東経141度32分12.31秒 / 北緯42.6946944度 東経141.5367528度） |
| 十哩（勇振）駅         | 6.5?     | 16.1?    |                        | 苫小牧市       | （北緯42度43分39.38秒 東経141度28分25.27秒 / 北緯42.7276056度 東経141.4736861度） |
| 夕振（十二哩）駅       | 3.2?     | 19.3     |                        | 苫小牧市       | （北緯42度44分45.4秒 東経141度27分7.4秒 / 北緯42.745944度 東経141.452056度）      |
| 丸山（十三哩）駅       | 1.6      | 20.9     |                        | 苫小牧市       | （北緯42度45分24.45秒 東経141度26分24.15秒 / 北緯42.7567917度 東経141.4400417度） |
| 分岐点駅               | 0.9      | 21.8     |                        | 千歳町（当時） | （北緯42度45分52.10秒 東経141度26分7.33秒 / 北緯42.7644722度 東経141.4353694度）  |
| 水溜（第一）駅         | 2.7      | 24.5     |                        | 千歳町（当時） | （北緯42度47分8.82秒 東経141度26分27.10秒 / 北緯42.7857833度 東経141.4408611度）  |
| 第二発電所駅           | 1.9      | 26.4     |                        | 千歳町（当時） | （北緯42度47分14.1秒 東経141度27分46.2秒 / 北緯42.787250度 東経141.462833度）     |
| 牛ノ沢（第三発電所）駅 | ?        | ?        |                        | 千歳町（当時） | （北緯42度47分39.17秒 東経141度30分18.42秒 / 北緯42.7942139度 東経141.5051167度） |
| 第四発電所駅           | ?        | 34.6     |                        | 千歳町（当時） | （北緯42度48分3.20秒 東経141度33分7.79秒 / 北緯42.8008889度 東経141.5521639度）   |
| 上千歳駅               | ?        | ?        |                        | 千歳町（当時） |                                                                                   |

| 駅名     | 駅間キロ | 累計キロ | 接続路線                | 所在地         | 地図                                                                             |
| -------- | -------- | -------- | ----------------------- | -------------- | -------------------------------------------------------------------------------- |
| 分岐点駅 | -        | 0.0      |                         | 千歳町（当時） |                                                                                  |
| 滝ノ上駅 | ?        | ?        |                         | 千歳町（当時） | （北緯42度46分3.17秒 東経141度24分53.09秒 / 北緯42.7675472度 東経141.4147472度） |
| 湖畔駅   | ?        | 3.2      | 千歳鉱山 支笏湖上運搬船 | 千歳町（当時） | （北緯42度46分9.68秒 東経141度24分9.62秒 / 北緯42.7693556度 東経141.4026722度）  |

- 滝ノ上、第二発電所、第三発電所は無人駅[23]。
- 転車台はなかったが、機関車転向用のデルタ線は苫小牧と湖畔（初代駅側）に設置されていた。初代湖畔駅側の軌道は駅の位置が変わっても残されていて、千歳川流出口横に貯木場が設けられて木材積込と前述の機関車転向に使用されていた[10]。
- なお、苫小牧市制施行申請書の1947年（昭和22年）10月1日付け鉄道軌道調[24]では、当鉄道の市内駅について高丘駅（駅間9.6km）、夕振駅（駅間9.7km）、丸山駅（駅間1.6km）と記載しており、駅間距離からそれぞれ六哩、十二哩、十三哩となり、上記の十哩駅に相当する駅は無い[注 14]。

## その他
- 運用当初は信号や連絡設備がなかったため、開通間もない1908年（明治41年）9月7日に、機関車故障から高丘の坂を登りきれずに後ずさりしてきた列車へ、後続の列車が衝突して、便乗していた工事作業者1名が死亡[25]。
- 第四発電所から千歳川下流へ向かう道が未整備であったために千歳中心への連絡が悪く、湖畔から発電所周辺にかけての千歳村住民が苫小牧村への分村騒動を度々起していた[26]ことを受け、千歳村が王子製紙へ山線の千歳駅延長を要望する計画があった（1948年（昭和23年）千歳町の都市計画書にも記述[27]）。また実際に1934年（昭和9年）には要望を行っている。
- 初期の乗車券裏には、事故の際の責任は負えない旨の以下の但し書きが書かれていた。「當専用鐵道ハ當工塲原料及發電所用品等ノ運搬ヲ目的トシ乗客ニ對スル設備ハ甚ダ不行届ニテ萬一ノ事故發生アリテモ絶對ノ責任ハ保證致兼ヌル故不悪御涼承相成度シ」[28]。
- 東京府（当時）内に存在した王子電気軌道（現・都電荒川線）とは直接の関係はないが、王子軽便鉄道の名称の由来である王子製紙の社名は東京の王子で創業したことに因むので、間接的には同じ地名に由来する。

## 山線鉄橋

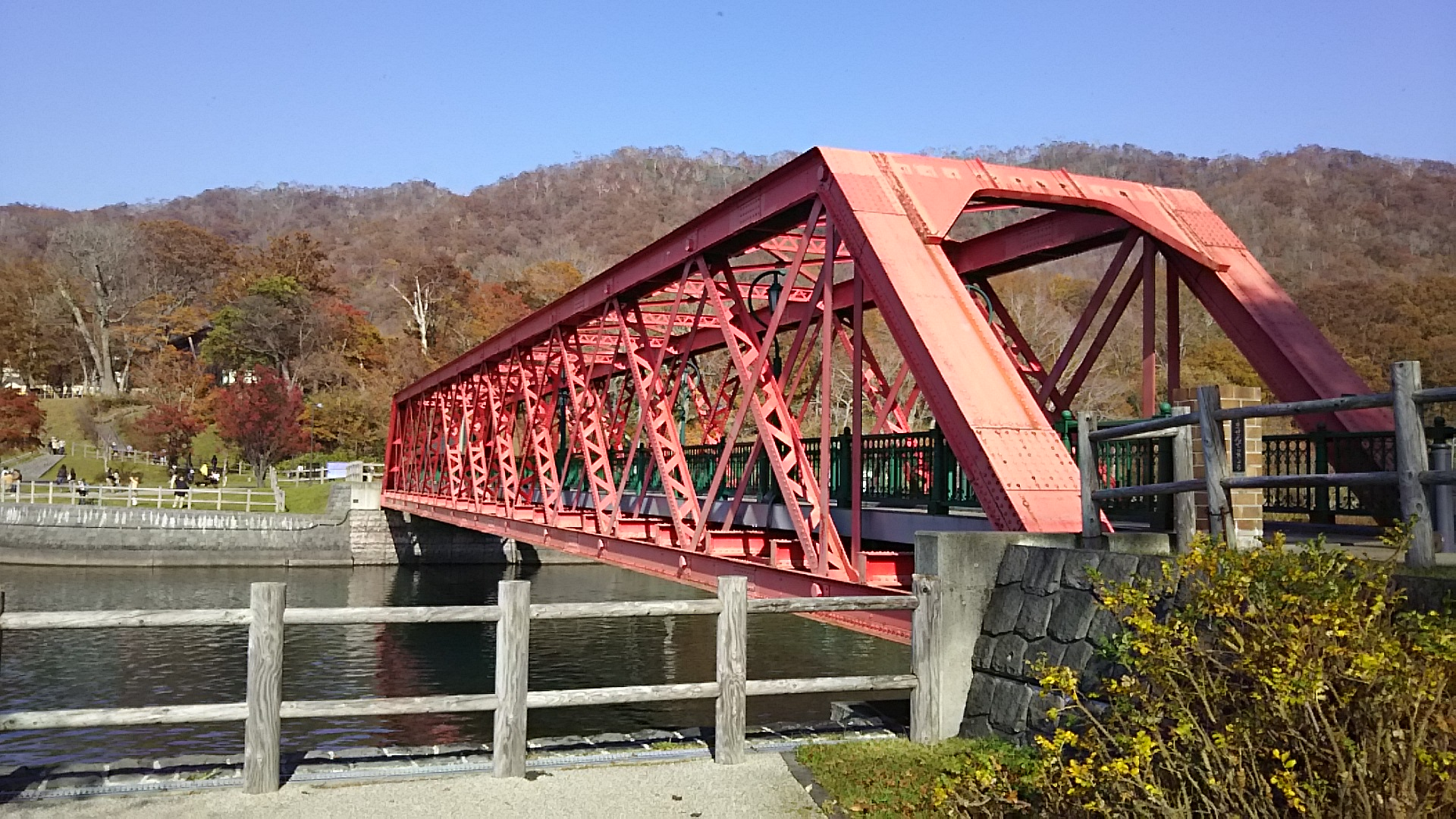
山線鉄橋　2015年10月15日撮影

山線鉄橋は支笏湖から千歳川が流出する地点にかかる歩道橋で、北海道で現存する現役最古の鉄橋である。英国製200ftピン構造ダブルワーレン橋で、1899年（明治32年）に北海道官設鉄道上川線（現在の函館本線）の砂川駅 - 滝川駅間の空知川に第一空知川橋梁として架けられたが、1923年（大正12年）頃に架け替えられた際に王子製紙に払い下げられ、1924年（大正13年）に王子軽便鉄道の橋として支笏湖畔に移された。鉄道廃止後の1967年（昭和42年）に王子製紙より千歳市に寄贈された。1995年（平成7年）から解体修復工事が行われ、1997年（平成9年）から歩道橋として利用されている。千歳市指定有形文化財。
2018年には、土木学会選奨土木遺産に認定されている。